# Кирилівська церква (срібна монета)
«Кири́лівська це́рква» — пам'ятна срібна монета номіналом 10 гривень, випущена Національним банком України, присвячена відомій архітектурно-історичній пам'ятці ХІІ століття — Кирилівській церкві в м. Києві, у якій у 1194 році було поховано київського князя Святослава Всеволодовича — героя давньоруської поеми «Слово о полку Ігоревім».
Монету введено в обіг 8 листопада 2006 року. Вона належить до серії «Пам'ятки архітектури України».

## Опис монети та характеристики
| Номінал грн. | Метал            | Маса, г      | Діаметр, мм | Якість виготовлення | Гурт     | Тираж, штук |
| ------------ | ---------------- | ------------ | ----------- | ------------------- | -------- | ----------- |
| 10           | срібло 925 проби | 31,1 / 33,62 | 38,6        | пруф                | рифлений | 8 000       |

### Аверс
На аверсі монети зображено композицію М.Врубеля «Ангели з лабарами» з розписів Кирилівської церкви, угорі півколом розміщено напис «НАЦІОНАЛЬНИЙ БАНК УКРАЇНИ», під ним рік карбування монети — «2006», малий Державний Герб України, унизу номінал — «10/ ГРИВЕНЬ», а також позначення металу, його проби «Ag 925», маса в чистоті — «31,1» г; та розміщено логотип Монетного двору Національного банку України.

### Реверс

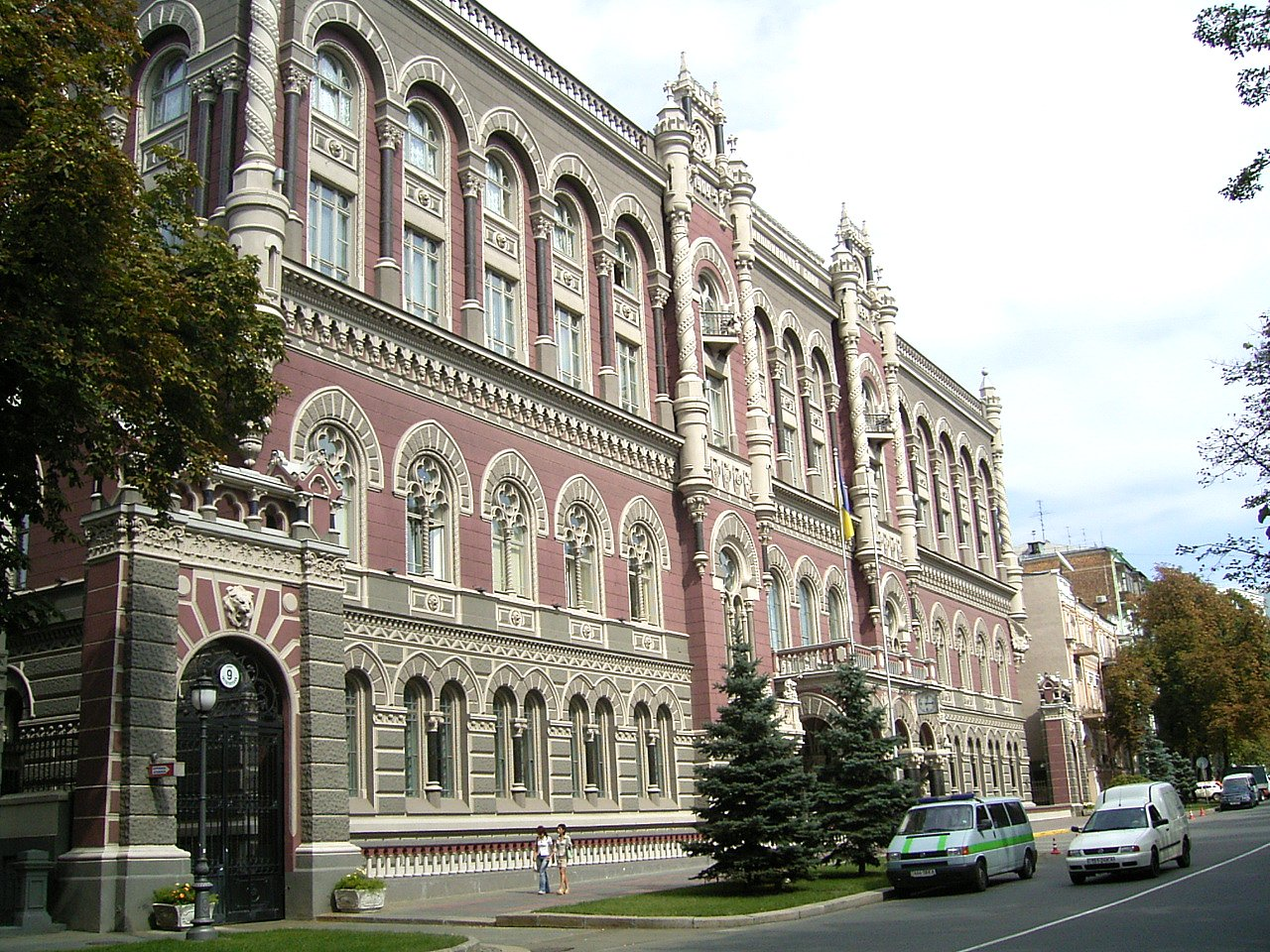
Будівля Національного банку України

На реверсі монети зображено Кирилівську церкву та розміщено написи: «КИРИЛІВСЬКА ЦЕРКВА ХІІ СТ.» (угорі півколом), «КИЇВ» (унизу).

## Автори
- Художник — Кочубей Микола.
- Скульптор — Атаманчук Володимир.

## Вартість монети
Ціна монети — 618 гривень була вказана на сайті Національного банку України в 2014 році.
Фактична приблизна вартість монети з роками змінювалася так:
| Рік        | 2010 | 2011 | 2012 | 2013 | 2014 | 2015 | 2016 | 2017 | 2018 | 2019 | 2020 | 2021  | 2022  | 2023  | 2024  | 2025  |
| ---------- | ---- | ---- | ---- | ---- | ---- | ---- | ---- | ---- | ---- | ---- | ---- | ----- | ----- | ----- | ----- | ----- |
| Ціна, грн. | 400  | 500  | 600  | 650  | 480  | 810  | 950  | 820  | 830  | 790  | 870  | 1 150 | 1 270 | 1 900 | 2 400 | 2 700 |